# 克羅伊登郡政府
克羅伊登郡（英語：Shire of Croydon）是澳大利亞昆士蘭州遠北部的地方政府，轄境有29577.8平方公里。

## 郡議會
郡議會有議席4座，未分區選出；郡長為直選。

## 外部連結
- 克羅伊登郡政府官方網站（页面存档备份，存于）